# كلفين هانا
كلفين هانا (بالإنجليزية: Clevin Hannah)‏ مواليد 15 نوفمبر 1987 في روتشستر، هو لاعب كرة سلة أمريكي. بدأ مسيرته الاحترافية في سنة 2010. يحمل الرقم 11. يبلغ طوله 5 قدم 10 بوصة (1.8 م).

## المسيرة الاحترافية
لعب مع نانسي باسكت في الدوري الفرنسي في موسم 2013–2014، ثم لعب مع جوفينتوت بادالونا في الدوري الإسباني في موسم 2014–2015، ثم لعب مع بلباو باسكت في موسم 2015–2016، ثم لعب مع ليتوفوس رايتس في سنة 2017.

## إحصائيات المسيرة

### كأس أوروبا
| السنة                         | الفريق      | لعب | بدأ | دقيقة | ميداني% | ثلاثية | حرة  | ارتداد | صنع | استلاب | تصدي | نقطة | أداء |
| ----------------------------- | ----------- | --- | --- | ----- | ------- | ------ | ---- | ------ | --- | ------ | ---- | ---- | ---- |
| كأس أوروبا لكرة السلة 2015–16 | بلباو باسكت | 0   | 0   | 0.0   | .000    | .000   | .000 | .0     | .0  | .0     | .0   | .0   | .0   |

### بطولات الدوري المحلية
| السنة   | الفريق            | لعب | بدأ | دقيقة | ميداني% | ثلاثية | حرة  | ارتداد | صنع | استلاب | تصدي | نقطة | أداء |
| ------- | ----------------- | --- | --- | ----- | ------- | ------ | ---- | ------ | --- | ------ | ---- | ---- | ---- |
| 2014–15 | جوفينتوت بادالونا | 35  | 3   | 19.0  | .433    | .385   | .857 | 1.3    | 2.4 | 0.8    | .0   | 10.2 | 8.7  |
| 2015–16 | بلباو باسكت       | 0   | 0   | 0.0   | .000    | .000   | .000 | .0     | .0  | .0     | .0   | .0   | .0   |

## روابط خارجية
- كلفين هانا على موقع الاتحاد الدولي لكرة السلة (الإنجليزية)
- كلفين هانا على موقع الدوري الأوروبي لكرة السلة (الإنجليزية)
- كلفين هانا على موقع الدوري الإسباني لكرة السلة (الإسبانية)
- كلفين هانا على موقع كرة السلة الأوروبية.كوم (الإنجليزية)
- كلفين هانا على موقع كلية كرة السلة في سبورتس رفرنس.كوم (الإنجليزية)
- كلفين هانا على موقع ريلجم (الإنجليزية)
- كلفين هانا على موقع بروبوليرز (الإنجليزية)
- كلفين هانا على موقع سبورتس رفرنس (الإنجليزية)